# Oltschlott
Oltschlott ist ein Ortsteil der Stadt Woldegk im Landkreis Mecklenburgische Seenplatte in Mecklenburg-Vorpommern.

## Geografie
Der Ort liegt sechs Kilometer westlich von Woldegk. Zur Gemarkung Oltschlott zählt eine Fläche von 326 Hektar. Die Nachbarorte sind Alt Käbelich im Norden, Petersdorf im Nordosten, Canzow im Osten, Hinrichshagen im Süden, Rehberg im Südwesten, Ballin im Westen sowie Plath im Nordwesten.